# Jeff Bingaman
Jeff Bingaman (El Paso, 1943. október 3. –) az Amerikai Egyesült Államok szenátora (Új-Mexikó, 1983–2013).